# Microsoft Windows RT
Windows RT（ウィンドウズ アールティー）は、マイクロソフトが開発したタブレットなどのタッチスクリーン搭載端末専用の組み込みオペレーティングシステム (OS) である。Windows 8のARMアーキテクチャ版として開発された。
2012年4月に正式名称が発表されるまでは「Windows ARM (Windows on ARM)」と呼ばれていた。
このOSはPCにプレインストールされた形で配布されるため、単体で販売されることはない。
2012年10月26日にWindows RTを搭載したタブレット端末Surfaceが発売され、Windows 8と同時にリリースされた。

## 概要

### 特徴

Windows RTのスタート画面のイメージ

Windows RTは、Windows 8に搭載される機能やアプリのほとんどが搭載されているものの、Windows Media PlayerやWindows Media Centerなどは搭載されない。一方でMicrosoft Office 2013のアプリケーション（Word・Excel・PowerPoint・OneNote）が標準搭載される。WinRT APIを利用するModern UIアプリ（Windowsストアアプリ）は基本的に動作するが、従来のx86/x64版Windows向けに開発されたデスクトップアプリケーションは動作しない。

### 制限事項
デスクトップで実行できるのはOS添付アプリケーションと端末メーカーが添付したアプリケーションのみで、エンドユーザーが追加で導入できるアプリケーションは、Windowsストアから取得したModern UI版アプリのみとなる。
ブラウザ
上記のModern UI版アプリのみしか配布できない制限を、ブラウザ各社が批判している。Windows RTにはInternet Explorer 10が標準のウェブブラウザとして搭載される。Modern UIではデフォルトのブラウザしか実行できないが、デスクトップアプリが実行できるクラシック環境でもIE以外のブラウザは稼働できない。サードパーティー製のブラウザは不公平な扱いを受けることから、競合ブラウザの開発元であるMozilla FoundationやGoogleなどは自由な競争を阻害するとして批判をしている。後継のMicrosoft Edgeも利用できない。
アンチウイルスソフト
上記のModern UI版アプリのみしか配布できない制限により、標準添付のWindows Defender以外のアンチウイルスソフトウェアを使用することができない。Modern UI版アプリでは、サンドボックス内で実行されるため、アンチウイルスソフトウェアが要求するシステムレベルでのファイルI/Oの監視やメモリ使用状況の監視等が実行できないためである。もっとも、ファイルの静的チェックはできる。
デバイス管理
ドメインへの接続やログイン、デバイス管理のためのグループポリシー適用はサポートしない。しかし企業環境においては、Microsoft ActiveSyncやMicrosoft Intune サービス、 System Center Configuration Manager 2012 SP2を使用して、セキュリティーポリシーの適用や企業内アプリケーション取得のためのポータルの提供などのWindows RTデバイス制御が可能である。

### 売上の低迷
マイクロソフトは2013年7月19日（日本時間）にWindows RTを搭載したSurface RTが大量に売れ残り、売れ残ったSurface RTの在庫処分のために9億ドルという巨額の減損処理を行ったと発表した。アメリカ市場では、PCメーカーも至って人気薄なWindows RTデバイスの在庫処分のために一気に価格を下げている。日本においては、2013年6月14日から1か月間限定で、Windows RT搭載のタブレット端末「Surface RT」シリーズを一律で1万円値下げした。
Windows RTは機能の制限が多すぎる上に、消費者がわざわざ既存のWindowsアプリケーションと互換性のないWindows RTを買う理由を見いだせなかったのが原因の一つだとアナリスト達は指摘している。

## Windows RT 8.1
Windows RT 8.1はWindows RTの改良版・Windows 8.1のRT版。コードネームは「Windows Blue」。2013年10月17日にWindowsストアを通じてWindows RTから無料でアップグレードすることができるようになった。内部バージョンは6.3。
マイクロソフトは2013年3月26日に開発を公式に認め、5月8日にはパブリックプレビュー版が6月26日〜28日にかけて開催されるBUILD 2013カンファレンスで公開されることを明らかにし、正式リリース時期を公式ブログで明らかにした。5月14日に開催されたJ.P.モルガンテクノロジー主催のカンファレンスでTami Rellerによって正式名称が「Windows RT 8.1」に決定したことが明らかになった。
5月30日には新機能の一部詳細が明らかにされた。
6月26日にストアを通じて、プレビュー版のダウンロードが開始された。
2023年1月10日、Windows RT 8.1のサポートが終了。ただし、Windows RT系のOSを搭載した端末は、次期バージョンのWindowsにアップグレードすることができない。

### 新機能および変更点
スタートボタン ・スタート画面
- タスクバーにスタートボタンが追加された。従来のようなスタートメニューではなく、スタート画面を表示するためのボタンとなる。
- スタート画面にもデスクトップと同じ壁紙を設定することが可能となる。
- ライブタイルの大きさの選択肢が従来の2段階から4段階に増加。また、タイルを誤って移動させてしまうことを防止するため、タイルの移動方法も変更されている。
- アプリの一括アンインストールが可能となる。
- スタート画面を下から上方向にスワイプことで、アプリの一覧が表示可能となる。マウスの場合は、下部の矢印をクリックすることで表示可能となる。
- アプリの新規インストール時に、タイルがスタート画面に自動追加されなくなる。また、新しくアプリをインストールすると「新規」と表示される。
- 2015年9月17日に配布開始したWindows RT 8.1 Update 3 (KB3033055)[18]を適用した場合は、Windows 10に類似した「スタートメニュー」が追加される[19]。ただし、Windows 10用のユニバーサルアプリは利用できない。

エクスプローラー
- 「コンピュータ」の名称が「PC」へ変更。英語版では「This PC」。ライブラリと統合されている。また、「ミュージック」フォルダが「音楽」に名称変更されている。

ロックスクリーン
- ロック画面からSkypeの呼び出しやカメラの起動が可能となる。
- より多くのカラー壁紙、壁紙が設定可能で、デスクトップの壁紙も設定可能。フォトフレーム機能も搭載。

Windows ストア
- より細かな機能が搭載され、刷新される予定。
- アプリのアップデートがある場合は、バックグラウンドでの自動アップデートが可能となる。

フォト
- 新しい編集機能の搭載

ミュージック
- 大幅に刷新される模様

OneDrive (旧SkyDrive)
- ファイルを直接保存できる。オフラインでもファイルにアクセス可能となる。

Internet Explorer 11
- より高速化。タブ同期機能の他いくつかの新機能が搭載される。タッチパフォーマンスの改善。Windows 8スタイル「IE11」では、アドレスバーを常時表示可能。

設定、その他
- Windows RTではコントロールパネルでしかできなかった設定が、PC設定アプリから可能となる。
- 3Dプリンタの利用が標準でサポートされる。
- Office RTにOutlookが含まれるようになった。

## 沿革
2011年
- 1月6日 - 開発を公式に発表。ARMアーキテクチャに対応することを明らかにし、同日デモも行われた。
- 6月1日 - インターフェイスが初公開された。

2012年
- 4月17日 - 正式名称が「Windows RT」に決定された。
- 6月18日 - Windows RT搭載のタブレット端末、「Surface」を発表。
- 7月31日 - 「Surface」の発売日が10月26日になることを公式に発表。
- 8月1日 - 開発完了。
- 10月26日 - Windows RT搭載の「Surface」販売開始。

2013年
- 6月26日 - Windows RTのアップデート「Windows RT 8.1 Preview」が配布開始。
- 10月17日 - Windows RT 8.1配布開始。
- 10月22日 - Windows RT 8.1搭載の「Surface 2」販売開始。日本は10月25日、日本の法人向けは11月1日販売開始。

2015年
- 9月17日 - Windows RT 8.1 Update 3 (KB3033055)が配布開始。このアップデートを適用するとWindows 10に類似した「スタートメニュー」が追加される。

2016年
- 1月12日（日本時間1月13日） - Windows RTのメインストリームサポートが終了。

2018年
- 1月9日（日本時間1月10日） - Windows RT 8.1のメインストリームサポートが終了。

2023年
- 1月10日（日本時間1月11日） - Windows RT 8.1の延長サポートが終了。

## 搭載機種
- Microsoft Surface
- Asus VivoTab（英語版） RT
- Dell XPS 10
- Lenovo IdeaPad Yoga 11
- NEC Lavie Y
- Samsung Ativ Tab（英語版）
- Microsoft Surface 2
- Nokia Lumia 2520